# انوك
انوك (بالهولندية: Anouk)‏ (و. 1975  م) هي مغنية، ومنتجة أسطوانات هولندية، ولدت في لاهاي، شاركت في مسابقة يوروفيجن للأغاني 2013.

## التعليم
تعلمت في Rotterdams Conservatorium ‏.

## جوائز
حصلت على جوائز منها:
- Schaal van Rigter  [لغات أخرى]‏ (2004)
- جائزة بوما كولتور بوب [الإنجليزية]‏ (2000)
- Edison Award [الإنجليزية]‏
- 3FM Awards  [لغات أخرى]‏
- جائزة القيثارة الذهبية [الإنجليزية]‏.

## وصلات خارجية
- انوك على موقع IMDb (الإنجليزية)
- انوك على موقع ميوزك برينز (الإنجليزية)
- انوك على موقع أول ميوزيك (الإنجليزية)
- انوك على موقع ديسكوغز (الإنجليزية)
- انوك على موقع قاعدة بيانات الفيلم (الإنجليزية)

- انوك في قاعدة بيانات الأفلام على الإنترنت